# Asia Rugby U19 2017
El Asia Rugby U19 del 2017 fue la edición del torneo que organiza Asia Rugby en la que sólo participaron Hong Kong y Sri Lanka.
Se trató de 2 partidos, uno en cada país. El equipo de Hong Kong ganó ambas contiendas y clasificó por 5ª vez a una edición del Trofeo Mundial o Mundial Juvenil B como se lo suele apodar.

## Equipos participantes
- Selección juvenil de rugby de Hong Kong (Dragones)
- Selección juvenil de rugby de Sri Lanka (Junior Tuskers)

## Posiciones
| Pos. | Equipo    | Encuentros | Encuentros | Encuentros | Encuentros | Tantos  | Tantos    | Tantos     | Puntos |
| Pos. | Equipo    | jugados    | ganados    | empatados  | perdidos   | a favor | en contra | diferencia | Puntos |
| ---- | --------- | ---------- | ---------- | ---------- | ---------- | ------- | --------- | ---------- | ------ |
| 1    | Hong Kong | 2          | 2          | 0          | 0          | 77      | 15        | + 62       | 10     |
| 2    | Sri Lanka | 2          | 0          | 0          | 2          | 15      | 77        | - 62       | 0      |

Nota: Se otorgan 4 puntos al equipo que gane un partido, 2 al que empate y 0 al que pierda
Puntos Bonus: 1 punto por convertir 4 tries o más en un partido y 1 al equipo que pierda por no más de 7 tantos de diferencia
|  | Campeón y clasifica a Rumania 2018 |

## Resultados

### Primera fecha
| 10 de diciembre | Sri Lanka | 8 - 37  | Hong Kong | Racecourse International Stadium, Colombo, Sri Lanka |  |
|                 |           | Reporte |           |                                                      |  |

### Segunda fecha
| 16 de diciembre 18:00 | Hong Kong | 40 - 7  | Sri Lanka | Hong Kong Football Club, Hong Kong |  |
|                       |           | Reporte |           |                                    |  |

| Bandera de Hong Kong |
| Campeón Hong Kong    |
|                      |